# Frontier Airlines
Frontier Airlines è una compagnia aerea a basso costo statunitense con sede a Denver, in Colorado. Controllata al 100% da Indigo Partners, Frontier Airlines ha come hub principale l'Aeroporto Internazionale di Denver mentre altri nove aeroporti sono focus city della compagnia.
Nel 2018, con 18,5 milioni di passeggeri, è stata la dodicesima compagnia per individui trasportati negli Stati Uniti.

## Storia

### Gli inizi
Frontier Airlines è stata fondata l'8 febbraio 1994 da Bob Schulman e Janice Brown, due dipendenti di un'omonima aerolinea attiva dagli anni '50 e fallita nel 1986, insieme al marito della donna, Frederick W. Brown. Per la fase iniziale furono recuperati molti altri dipendenti dello storico predecessore, incluso l'ex CEO M. C. Lund, per ricoprire lo stesso ruolo anche nella nuova creatura.
L'inizio delle operazioni è avvenuto il 4 luglio del 1994 con un Boeing 737-200, dall'aeroporto di Denver, Colorado. Lo scalo è stato scelto in quanto fu in precedenza un hub anche per la vecchia Frontier, inoltre presentava uno scenario favorevole dato che la compagnia principale, Continental Airlines, aveva in quell'anno deciso di ridurre il numero di voli dall'aeroporto.
Negli anni successivi Frontier Airlines ha aumentato gradualmente il numero di destinazioni raggiunte da Denver, concentrandosi in particolare su voli regionali. Nel 1999 fu attuato un cambio di strategia, con l'aggiunta di rotte verso tutti gli Stati Uniti e l'ordine di aerei nuovi, fra cui Boeing 737-300, Airbus A318 e Airbus A319.

### Anni 2000

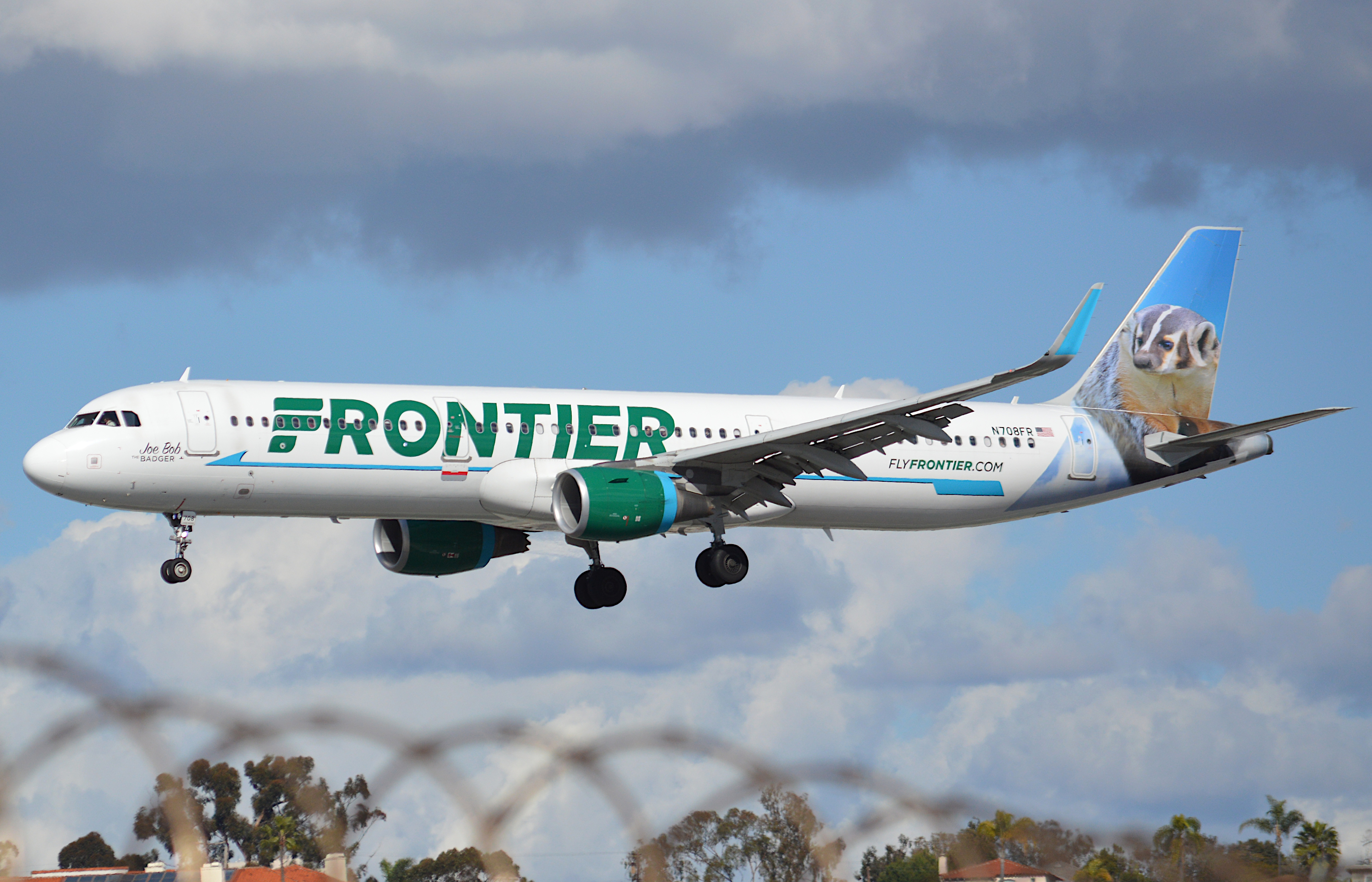
Un Airbus A321 dedicato a Joe Bob il tasso.

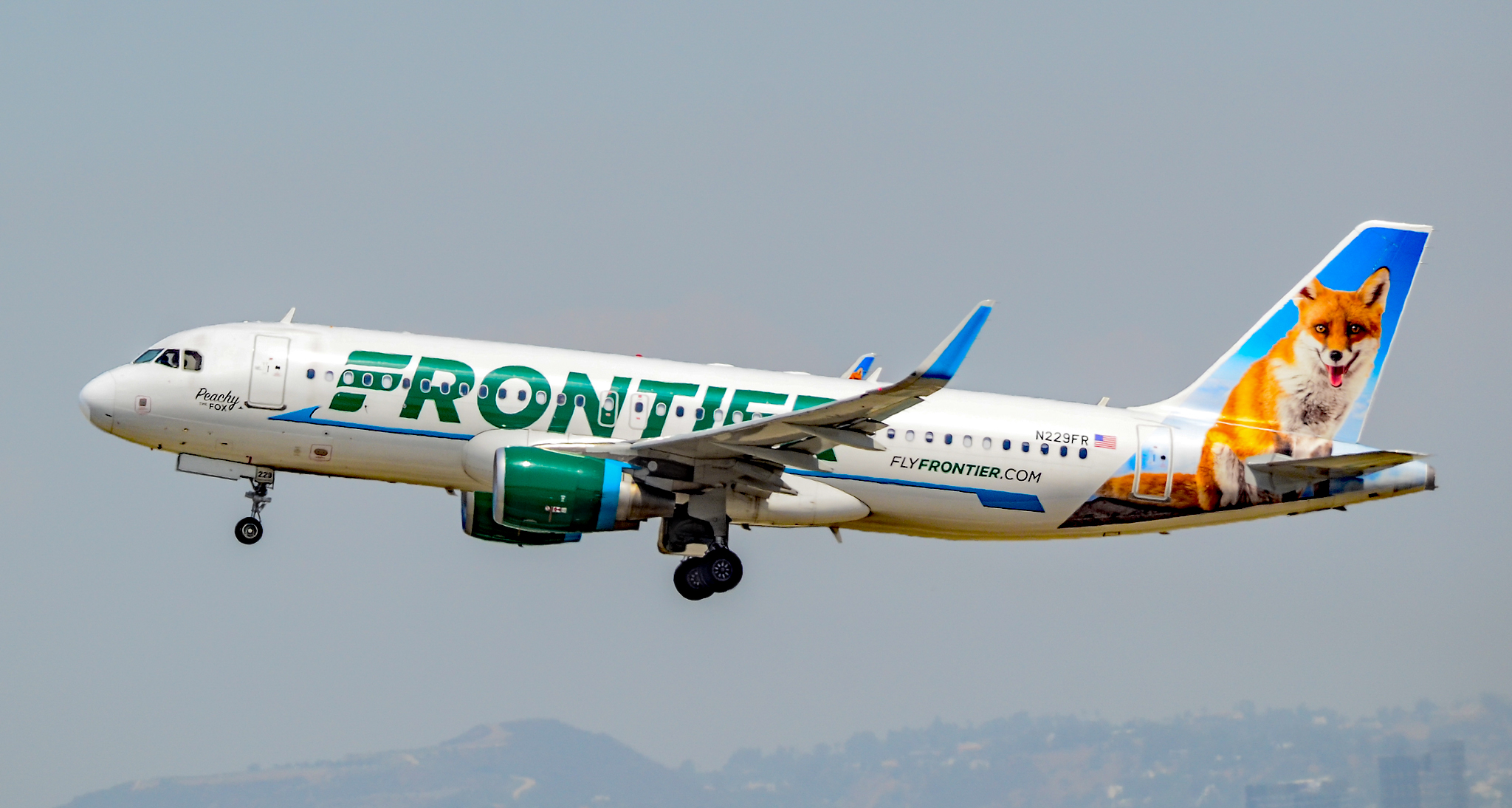
Un Airbus A320.

La consegna dei nuovi aerei ha permesso l'espansione e la modernizzazione della flotta. In particolare, ricevendo il primo esemplare nel giugno 2003, Frontier è diventata cliente di lancio mondiale dell'Airbus A318. Dall'aprile 2005 la compagnia opera una flotta esclusivamente di aerei Airbus.
I primi anni del nuovo millennio sono stati segnati anche da perdite in bilancio, finché il 10 aprile 2008 Frontier ha dichiarato il fallimento secondo il Chapter 11 del Codice statunitense. Questo ha permesso alla società di avviare una fase di ristrutturazione economica, terminata col ritorno al profitto e l'uscita dallo stato di insolvenza. Il 1 ottobre 2009 Frontier fu acquistata interamente da Republic Airways Holdings ed è così uscita dal Chapter 11. Nel corso del 2010, per migliorare il posizionamento sul mercato, Frontier ha incorporato al suo interno un'altra compagnia di proprietà di Republic, Midwest Airlines.

### Sviluppo recente
In seguito alla fusione Frontier ha ereditato il suo secondo hub presso l'aeroporto di Milwaukee, nel quale ha però rapidamente ridotto la presenza a partire dal 2012.

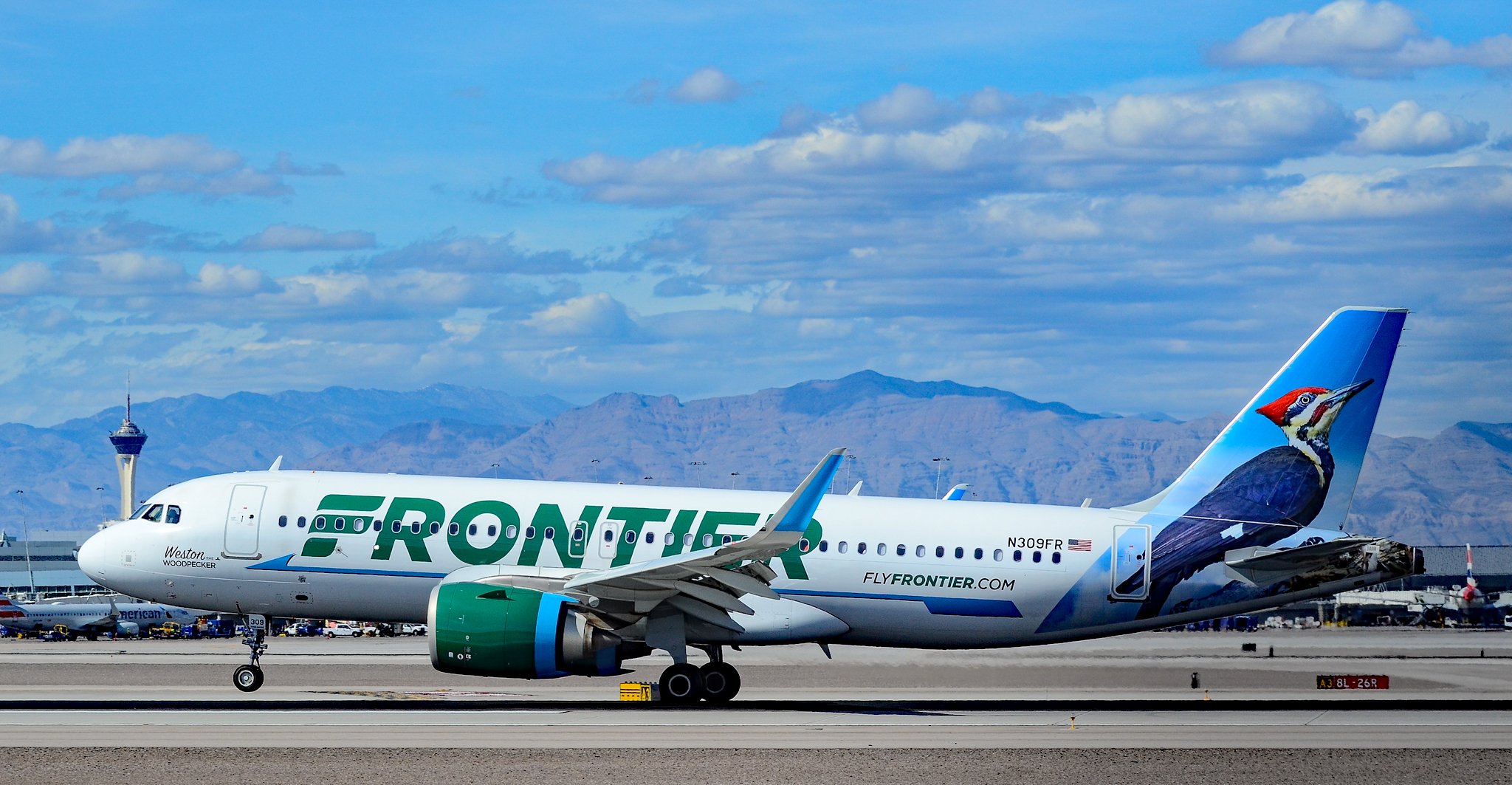
Un Airbus A320neo.

Nello stesso anno Republic Airways Holdings ha annunciato la volontà di vendere la compagnia, avviando le operazioni per la cessione. Un accordo è stato raggiunto nell'ottobre 2013 con il fondo Indigo Partners, che ha impresso una svolta a Frontier Airlines per trasformarla in una compagnia ultra-low cost. Negli anni successivi ha ridisegnato la sua strategia per adattarsi alla nuova struttura, aprendo numerose nuove basi negli Stati Uniti e chiudendo le destinazioni meno redditizie.
Il primo aprile 2021 Frontier è stata quotata in Borsa sul listino del Nasdaq.
Nel febbraio del 2022 la compagnia ha dichiarato di voler acquistare la concorrente Spirit Airlines, per far nascere dalla fusione quella che sarebbe diventata la quinta aerolinea più grande degli Stati Uniti. Dopo un periodo di analisi, gli azionisti di Spirit hanno rifiutato l'offerta preferendo quella presentata nel frattempo da JetBlue Airways.

## Identità aziendale

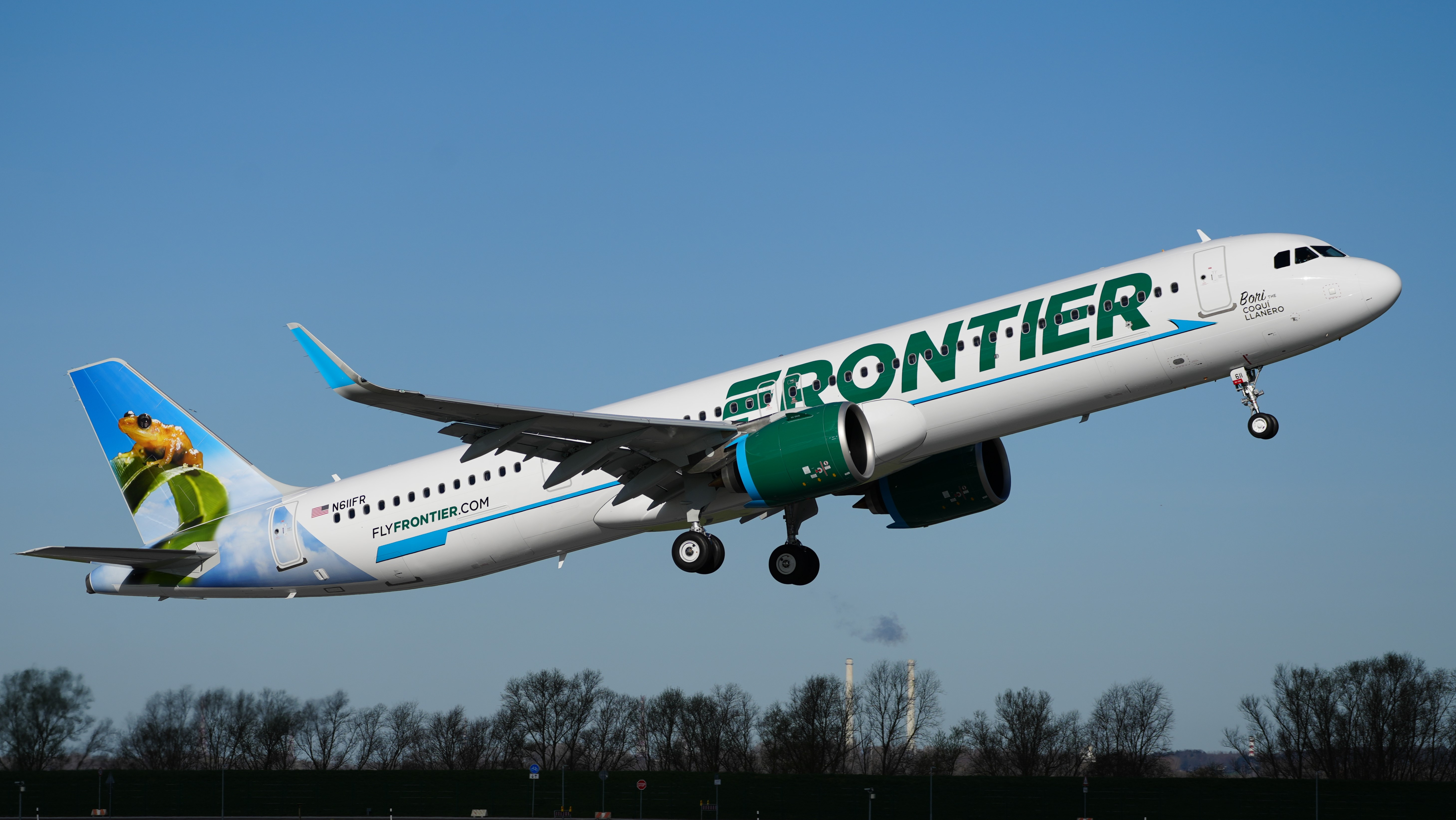
Un Airbus A321neo.

### Livrea
Ogni aereo ha una livrea unica sulla fusoliera con la scritta Frontier in verde; sull'impennaggio di coda invece è raffigurato un animale diverso, fauna tutta tipica dell'area geografica di riferimento.

## Flotta

### Flotta attuale
A settembre 2024, la flotta di Frontier Airlines è composta dai seguenti aeromobili:

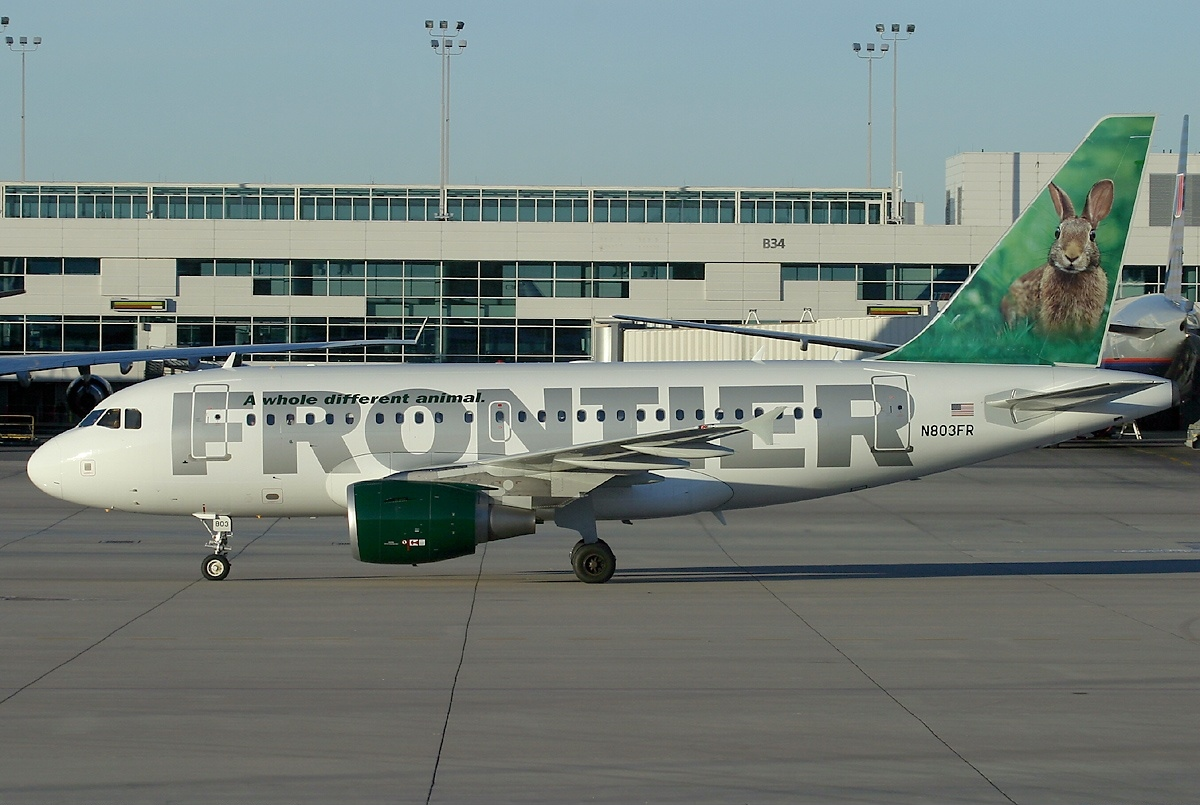
Un Airbus A318 nel 2003.

### Flotta storica
Dalla fondazione nel 1994 Frontier ha operato solo aerei di corto e medio raggio, appartenenti prevalentemente alle famiglie di Boeing, Airbus ed Embraer. Alcuni aerei regionali sono entrati in flotta per brevi periodi a seguito della fusione con Midwest Airlines, oppure grazie ad accordi con altre compagnie di corto raggio.